# Musée Pierre Bergé des arts berbères
Le musée Pierre Bergé des arts berbères est un musée consacré à l'histoire, la culture et la tradition Berbère situé dans le Jardin Majorelle, à Marrakech, au Maroc. Le musée fondé en 2011 est placé sous l'autorité de la Fondation Majorelle.

## Historique
Pierre Bergé, fondateur de la maison de haute couture Yves Saint Laurent, rachète en 1980 le Jardin Majorelle à Marrakech avec Yves Saint Laurent.  En 2011, Pierre Bergé décide de créer un musée consacré à la culture amazighe et lègue à sa fondation sa collection d'objets berbères. 

« Depuis mon arrivée à Marrakech en 1966, je n’ai cessé d’être fasciné par la culture et l’art berbères. Au cours des années, j’ai collectionné et admiré cet art qui s’étend sur plusieurs pays. À juste titre, les Amazighs ont toujours été fiers de leur culture qu’ils n’ont cessée de revendiquer malgré les vicissitudes qu’ils rencontraient. À Marrakech, pays berbère, dans le Jardin Majorelle créé par un artiste qui a peint tant de scènes, d’hommes et de femmes berbères, c’est naturellement que l’idée de ce Musée s’est imposée »

— Pierre Bergé, archives de la Fondation Majorelle
Le musée a été inauguré en 2011 sous le Haut Patronage de sa Majesté le Roi Mohammed VI. 
En 2020, la fondation Majorelle adjoint le nom de Pierre Bergé (mort en 2017) au musée qu'il a fondé,.
Depuis 2011, le musée a reçu plus de deux millions de visiteurs.

## Situation
Le musée est situé dans l’ancien atelier de peinture de Jacques Majorelle (1886-1962), dans une rue baptisé Yves Saint Laurent, dans le jardin Majorelle, lieu de vie d'Yves Saint Laurent et de Pierre Bergé au Maroc, transformé après sa mort en un lieu d’expositions.
Le bâtiment de style Art déco a été commandé par Jacques Majorelle en 1931, à l'architecte français Paul Sinoir pour en faire un atelier d’artiste. Majorelle fera peindre les façades d'une couleur bleu électrique, désormais appelée « bleu Majorelle ».

## Collections
Quatre thèmes conduisent le visiteur à travers les artefacts exposés:
- - Introduction au monde berbère ;
- - Les savoir-faire ;
- - Les parures ;
- - L'apparat;

Le Musée rassemble plus de 600 objets traditionnels berbères, du Rif au Sahara, principalement artisanaux : bijoux, costumes, tissages et tapis, armes, instruments de musique berbère, et aussi objets du quotidien, festifs ou cérémoniels. (les présentations sont réalisées en français, anglais et arabe). Beaucoup d'illustrations visuelles viennent contextualiser les œuvres présentées, comme des photographies et des films d'archives. 